# Big Cass
William Morrissey (* 16. August 1986 in Queens, New York, USA) ist ein US-amerikanischer Wrestler, der momentan unter dem Ringnamen W. Morrissey bei Impact Wrestling, einem amerikanischen Wrestlingveranstalter, auftritt. Sein bekanntestes Engagement hatte Morrissey bei World Wrestling Entertainment zwischen 2011 und 2018 als Big Cass.

## Karriere

### WWE (2011–2018)

#### Florida Championship Wrestling (2011–2012)
Bevor Morrissey einen Vertrag bei der WWE unterzeichnete, trat er unter dem Ringnamen Big Bill Young bei World of Unpredictable Wrestling (WUW) auf. Im Jahr 2011 gab die WUW bekannt, dass Morrissey einen Vertrag bei der WWE unterzeichnet hat. Er trat bei Florida Championship Wrestling, der damaligen Aufbauliga der WWE, unter dem Ringnamen Colin Cassady auf. Sein Fernseh-Debüt feierte er bei der FCW-Ausgabe vom 4. September 2011 gemeinsam mit Rodney Thomas in einem Handicap-Match gegen Richie Steamboat, welches sie verloren. Im Rest des Jahres 2011 wurde er als Jobber eingesetzt. Bei der FCW-Ausgabe vom 11. März 2012 feierte er seinen ersten Sieg in der WWE, nachdem er Kenneth Cameron besiegen konnte.

#### NXT (2012–2016)
Nachdem Florida Championship Wrestling (FCW) eingestellt wurde, feierte er am 5. Juni 2013 sein Debüt bei WWE NXT, der neuen Aufbauliga der WWE. Bei der NXT-Ausgabe vom 5. Juni 2013 verlor er gegen Mason Ryan. Danach bildete er mit Enzo Amore, der zuvor ebenfalls gegen Mason Ryan verlor, ein Tag Team. Danach fehdeten die beiden gegen Mason Ryan, konnten ihn allerdings nicht besiegen. Danach fehdeten er und Enzo Amore gegen Sylvester Lefort, Alexander Rusev und Scott Dawson. Im November 2013 brach sich Enzo Amore das Bein, sodass Morrissey eine Laufbahn als Singlewrestler startete. Er fehdete gegen Aiden English. Am 26. Juni 2014 kehrte Enzo Amore zurück und bildete wieder mit ihm ein Tag Team. Nach Enzo Amores Rückkehr fehdeten die beiden gegen Sylvester Lefort und Marcus Louis. Die Fehde nahm ihren Höhepunkt, als Sylvester Lefort und Marcus Louis einen Teil von Enzo Amores Bart abrasierten. Die Fehde endete bei NXT: TakeOver Fatal 4-Way, als Enzo Amore Sylverster Lefort in einem Hair vs. Hair Match besiegte. Im März 2015 feierte Carmella ihr Debüt bei NXT und wurde das Valet von Colin Cassady und Enzo Amore. Die drei begannen eine Fehde gegen die NXT Tag Team Champions Blake und Murphy und deren Valet Alexa Bliss um die NXT Tag Team Championship. Den Titel konnten sie sich allerdings nicht holen. Im März 2016 fehdeten sie wieder um die NXT Tag Team Championship gegen The Revival (Dash Wilder und Scott Dawson). Erneut konnten sie sich den Titel nicht holen. Sein letztes Match bei NXT bestritt er gemeinsam mit Enzo Amore in der NXT-Ausgabe vom 2. April 2016, als sie gegen American Alpha (Chad Gable und Jason Jordan) verloren.

#### Main Roster (2016–2018)

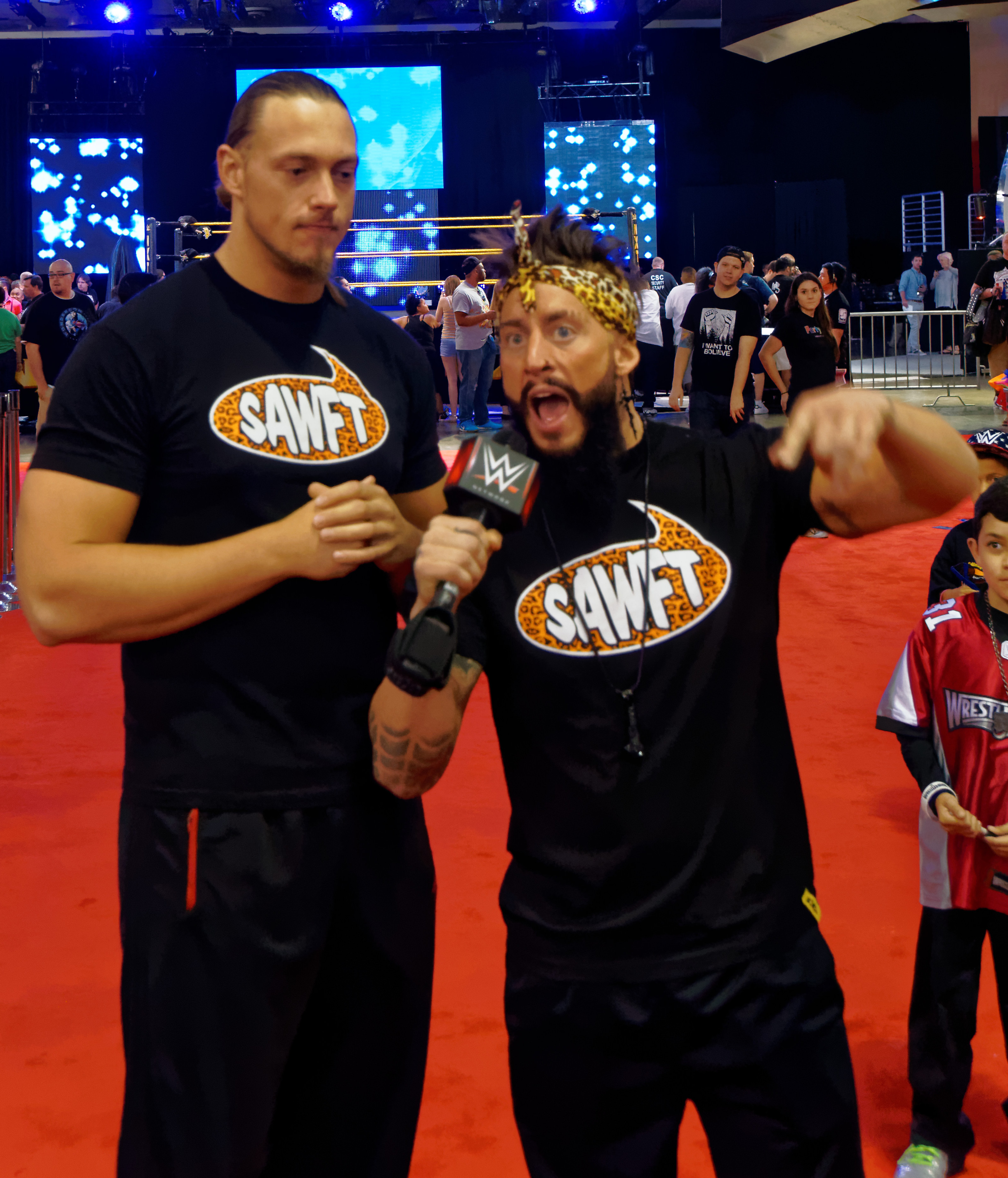
Big Cass (links) und Enzo Amore (rechts)

Am 4. April 2016 feierte Morrissey gemeinsam mit Enzo Amore bei der Raw-Ausgabe nach Wrestlemania sein Debüt im Main Roster, als sie in einer Promo die Dudley Boyz konfrontierten.
Sein erstes Match im Main Roster bestritt er an der Seite von Enzo Amore in der Smackdown-Ausgabe vom 14. April 2016, als sie in der ersten Runde des Turniers um die neuen Herausforderer auf die WWE Tag Team Championship zu ermitteln, The Ascension (Konnor und Viktor) besiegten. Am 1. Mai 2016 bei WWE Payback fand das Finale des Turniers statt. Dieses bestritten sie gegen die Vaudevillains (Aiden English und Simon Gotch). Diese Begegnung endete als No Contest, da das Match nach einer Verletzung von Enzo Amore abgebrochen werden musste. Amore musste aufgrund einer Gehirnerschütterung pausieren, sodass Morrissey einen Monat ohne seinen Partner auftreten musste. Im Mai 2016 wurde Morrisseys Ringname von Colin Cassady in Big Cass geändert. Am 23. Mai 2016 kehrte sein Tag Team-Partner Enzo Amore zurück. Bei Money in the Bank nahmen Enzo und Cass an einem Fatal Four-Way Tag Team Match teil, konnten aber nicht gewinnen. Im Juli wurden sie im Rahmen des neuen Rostersplits zu Raw gedraftet.
Am 19. Juni 2018 wurde bekannt gegeben, dass die WWE die Zusammenarbeit mit Morrissey beendet hat.

### Independentszene (seit 2018)
Am 2. August 2018 gab Big Time Wrestling Wrestling bekannt, dass Morrissey unter dem Ringnamen Big Cazz am 21. September 2018 für sie in den Ring steigen wird. Danach trat er unter verschiedenen Variationen seines Namens auf unabhängiger Ebene in Erscheinung, zuletzt im September 2019 für Northeast Wrestling als CaZXL.

## Titel und Auszeichnungen
- All Elite Wrestling
  - AEW World Tag Team Championship mit Ricky Starks (1×)

## Sonstiges
- Seinem Tag Team-Partner Enzo Amore begegnete er zum ersten Mal, als er 15 Jahre alt war und sie gegeneinander Basketball spielten.
- Weil er in der High School ein guter Basketballspieler war, bekam er von der New York University ein Stipendium, wo er dann Wirtschaftswissenschaften studierte.